# コラディア・コンチネンタル
コラディア・コンチネンタル (Coradia Continental) はアルストム＝トランスポールのドイツ法人が製造する、モジュール方式の通勤用および中距離輸送用電車。アルストムが展開する鉄道車両ブランドであるコラディアの1つである。製造社は過去にはアルストム＝リンケー＝ホフマン＝ブシュ (Alstom Linke-Hofmann-Busch、Alstom LHB、所在地はザルツギッター) だった。

## 開発
一軸車輪で運行されるコラディアLILEXの基本概念から完全な低床構造と連接台車がある電動車シリーズの開発概念が生成した。まず北ヨーロッパで気候など地域特性に合うコラデイア・ノルディックのシリーズが開発され、後で中部ヨーロッパで派生形のコラデイア・コンチネンタル電車が導入された。ノルディック電車と違って、コンチネンタル電車の側壁は直線形であり、それでノルディック電車と区別する。2009年から2010年までコンチネンタル電車の試験運転がヴェリム鉄道試験線で行われた。

## 技術的特徴

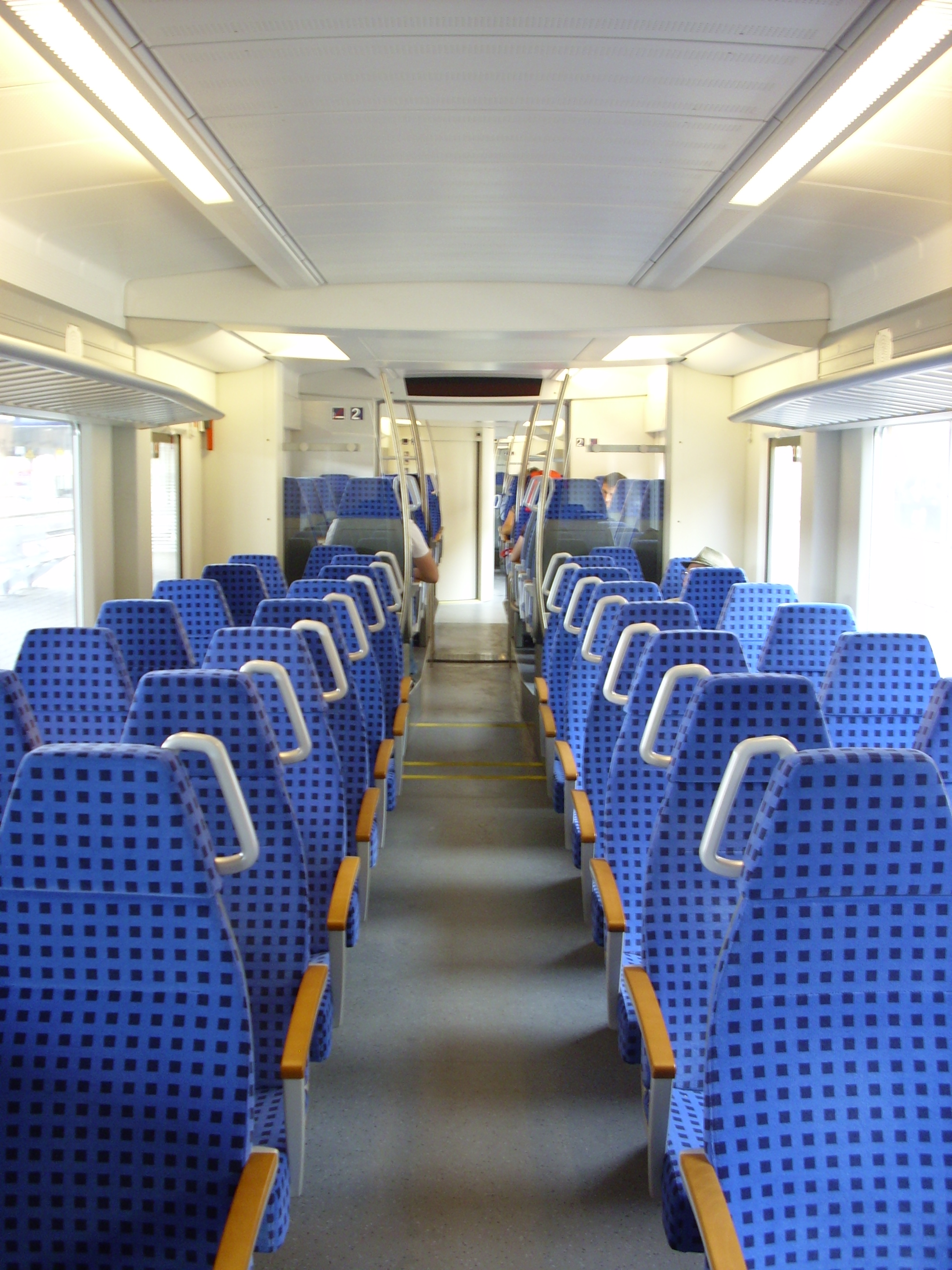
二等席の室内空間

### 車体
編成車両は標準モードのフレームから製作されて、駆動制御器は異例的に屋根に装着されている。両先頭車の長さは二つ (窓9列及び窓10列) ある。中間客車にはZ形集電装置、コンプレッサー、蓄電池箱が装着されている。全ての車両には空気調和装置があり、客室内に作動する。440形の場合両端の車両にモーターの冷却装置が分離されているが、1440形の場合冷却機は主変圧器と一緒に統合されている。
編成車両の前頭部は衝突時エネルギーを吸収するのができるはずが、440形の場合、編成車両の長さを短くし、制作費を減るために衝突時の衝撃吸収部分 (crumple zone) が設置されていない。ノルディック電車にある運転席側面出入り口と2番目のPZB用マグネットが抜けている。アギリス(Agilis)、ドイツ鉄道のアウクスブルク路線、マイン＝フランケン鉄道所属の車両には電動式踏み版 (Trittstufe) が装着される。扉が開ける前に、踏み版は扉の下から伸びる。
車両の材料は少なくても95 %ほど再活用可能である。

### モーターの問題
2014年の年末年始アウクスブルク所属車両の駆動モーターに深刻な磨耗が発見され、予定より2年早く電動機が交換された。取り替え部品が不足だったので、2014年11月三つの編成車両が運行から外されねばならなかった2015年2月から全ての車両がモーターの早期交換のため、取り替えが検車場で行われた。

## 派生
コラディア・コンチネンタルの長さは様々で、中間客車の数えは三つまでである。441形の場合、駆動軸があるが、841形の車両は駆動軸を持たない付随車である。先頭車の長さには二つの種類がある。
1440形の前頭部はEN 15227規格に従って改良されている。その先頭車両は440形の長い形式の車両より少し短い。

440形電車
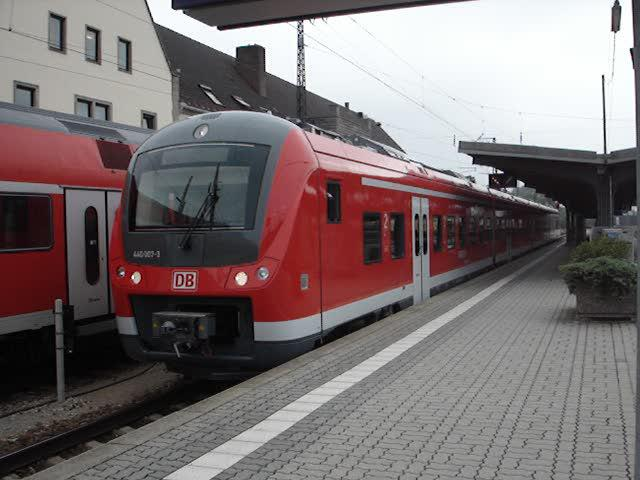
ドナウヴォェルト駅で停車する440形電車
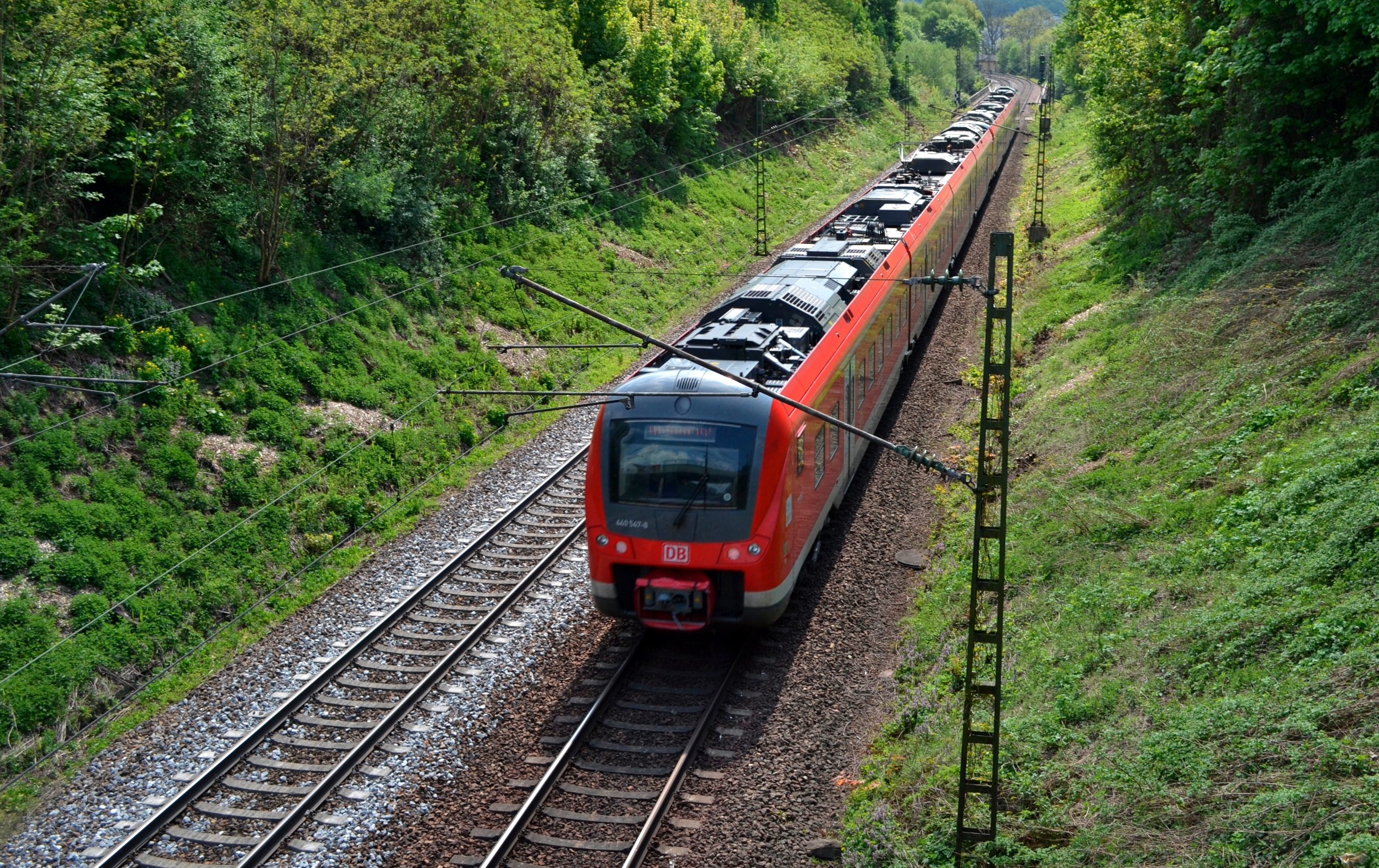
ドナウ・イザル急行の440形電車
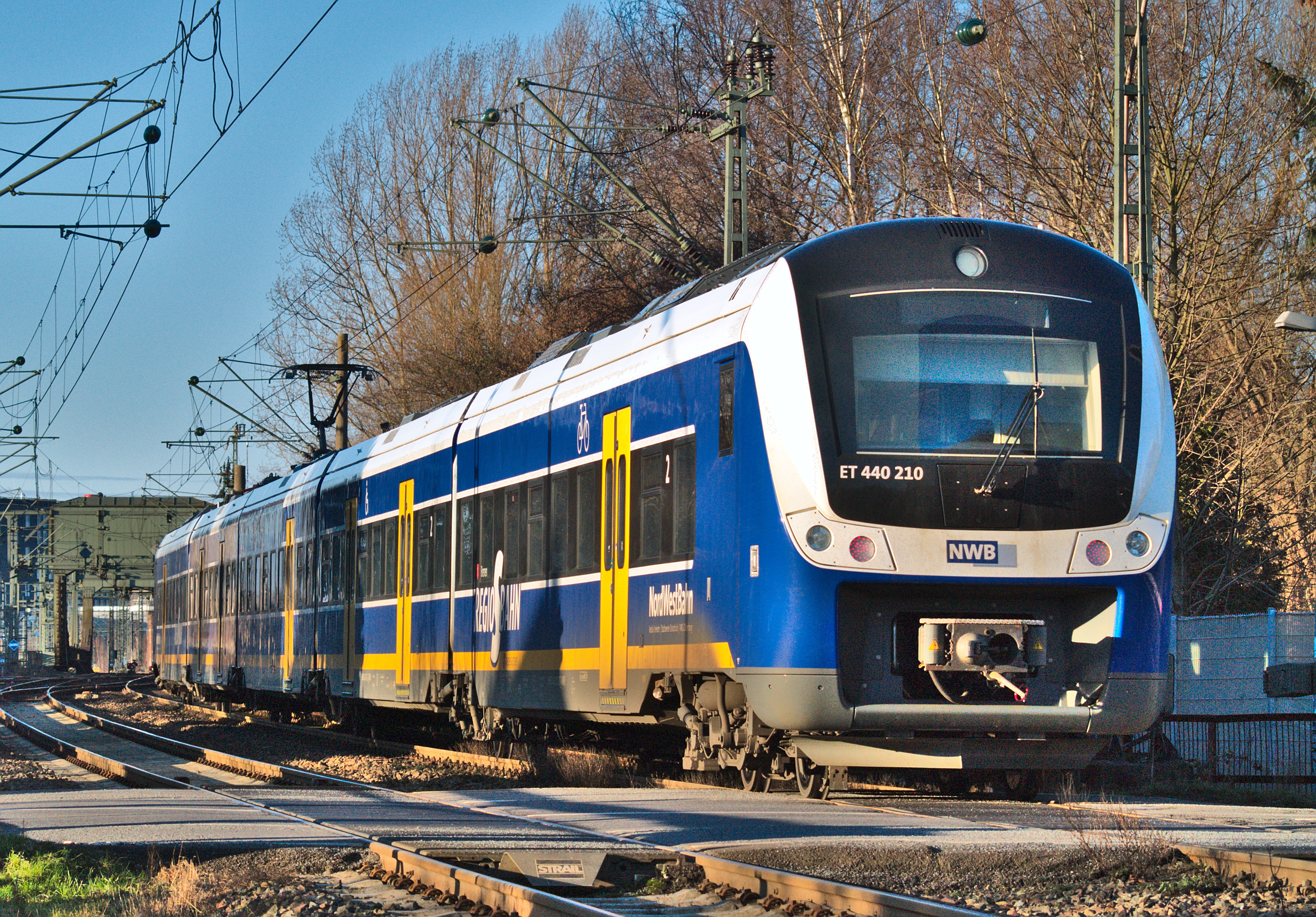
Sバーンブレメンの電車 (オルデンブルク)
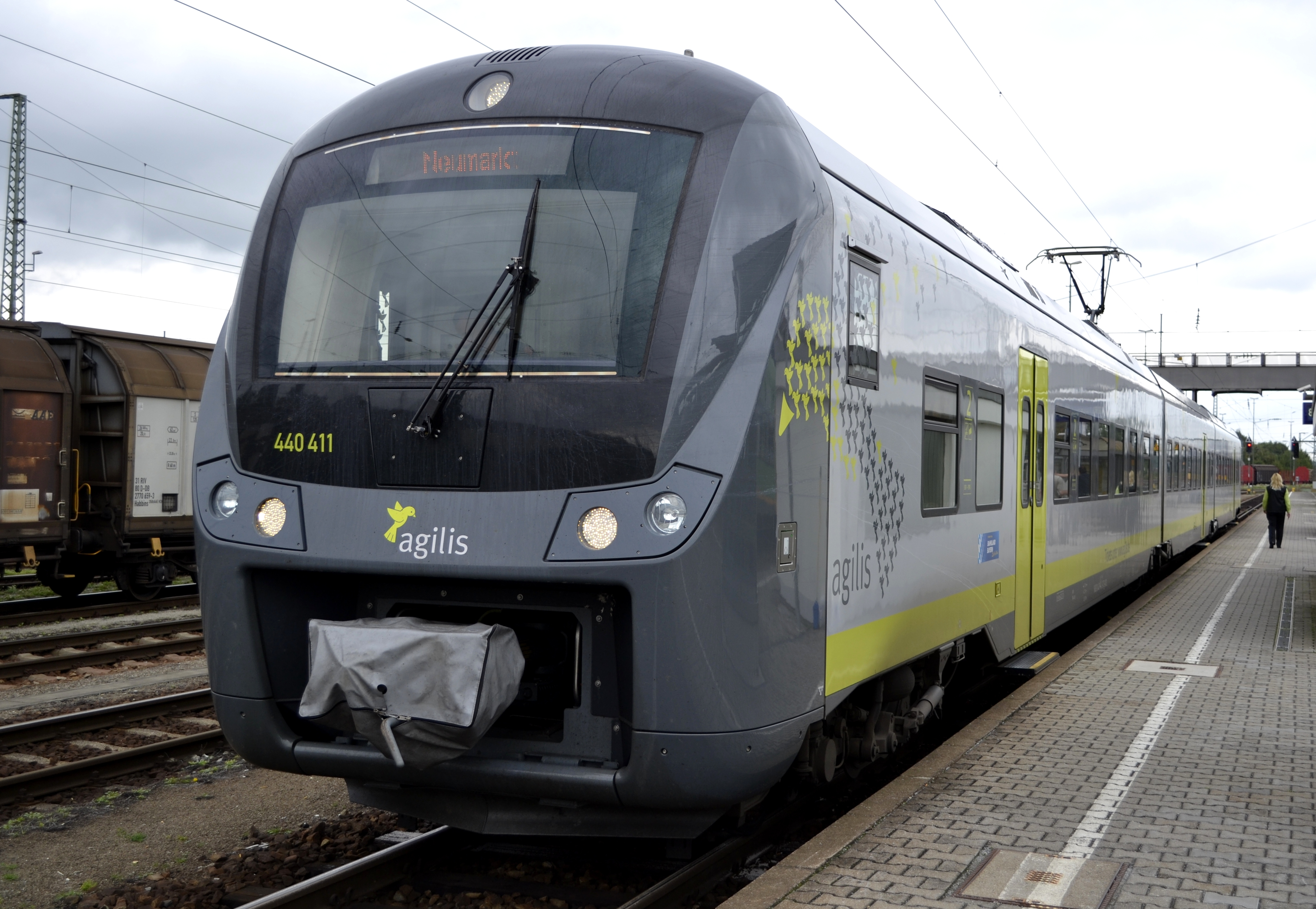
プラトリング駅で停車するアギリスの電車

1440形電車
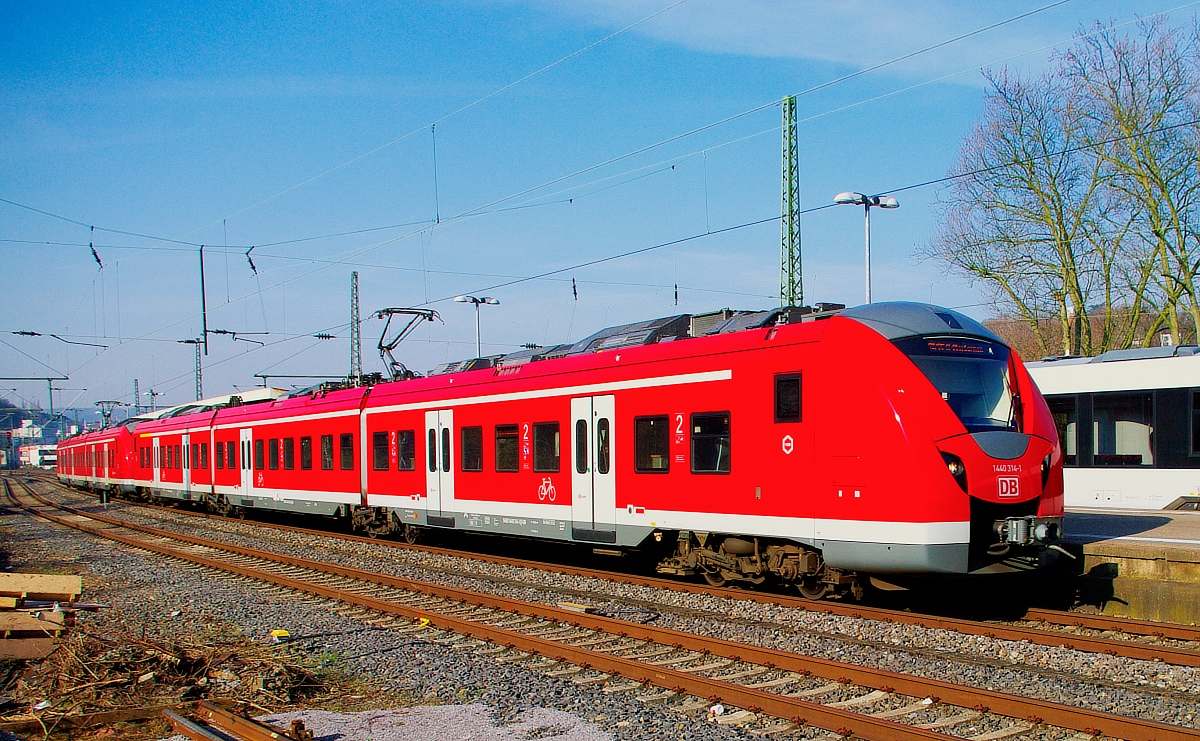
ヴパータール・ウンターバーメン駅へ接近するS8列車
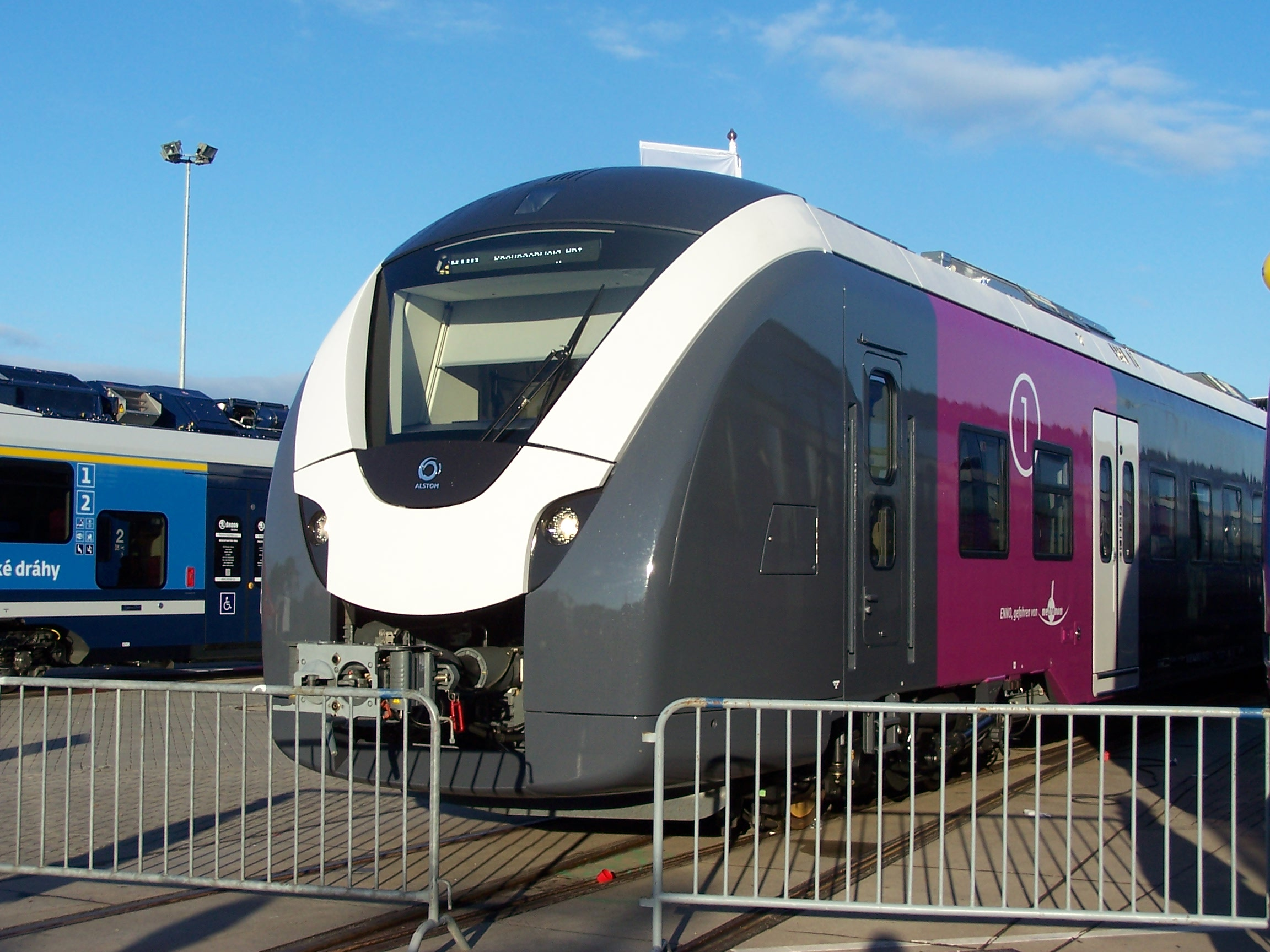
2014年イノトランスで展示されたenno所属の電車
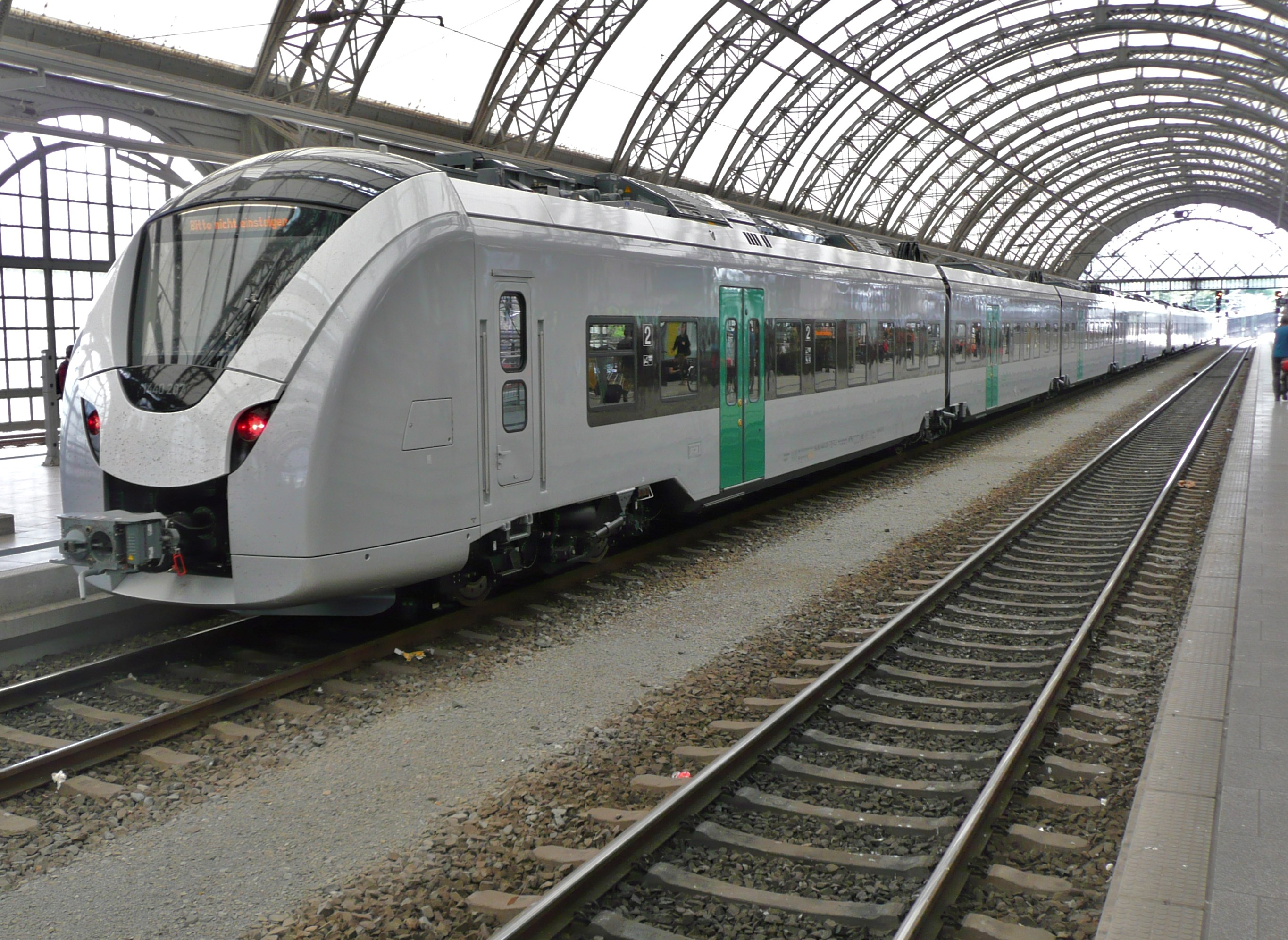
ドレスデン中央駅で停車する中部ドイツ鉄道所属の電車
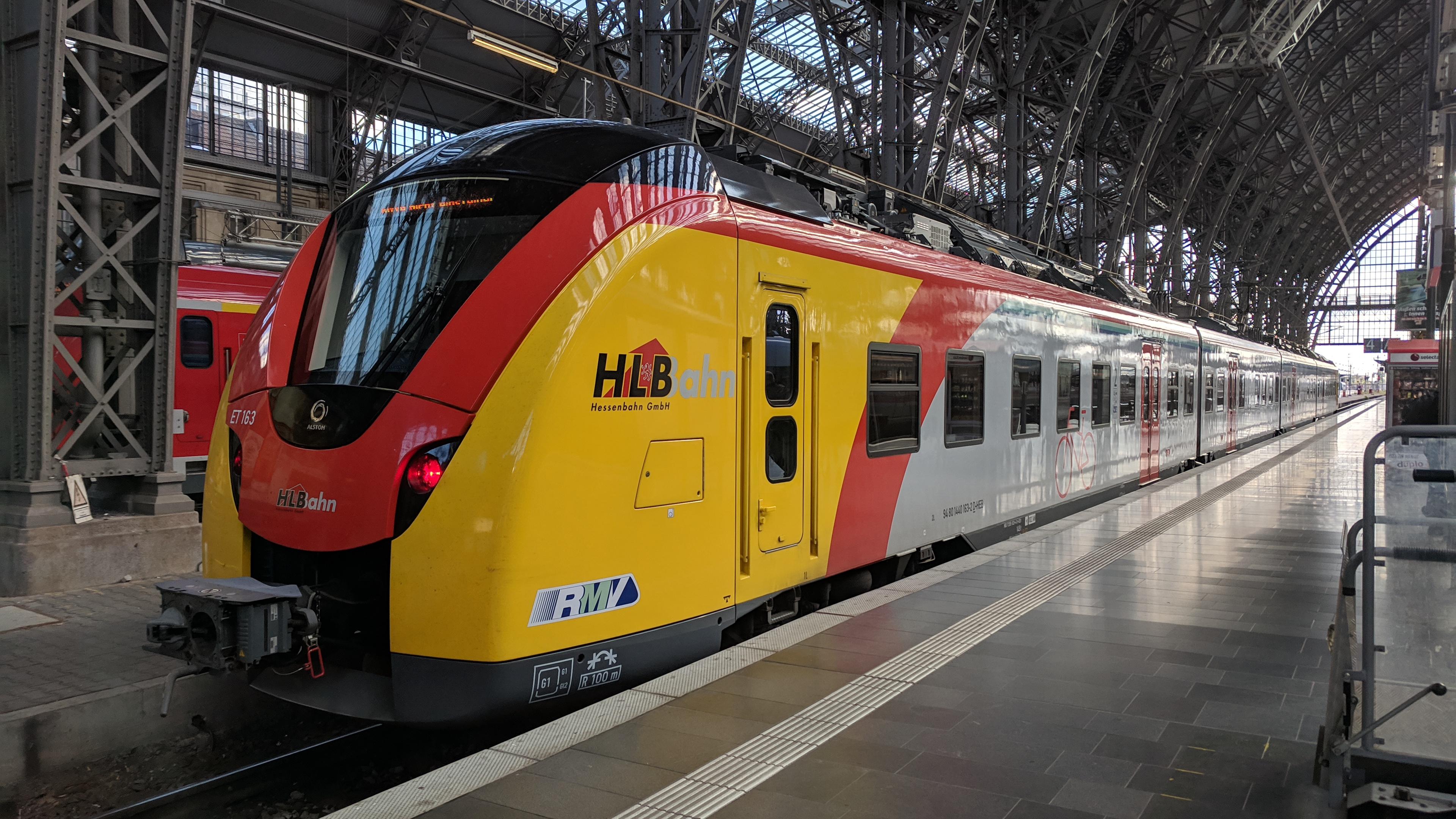
フランクフルト中央駅で停車するヘッセン地方鉄道所属の電車
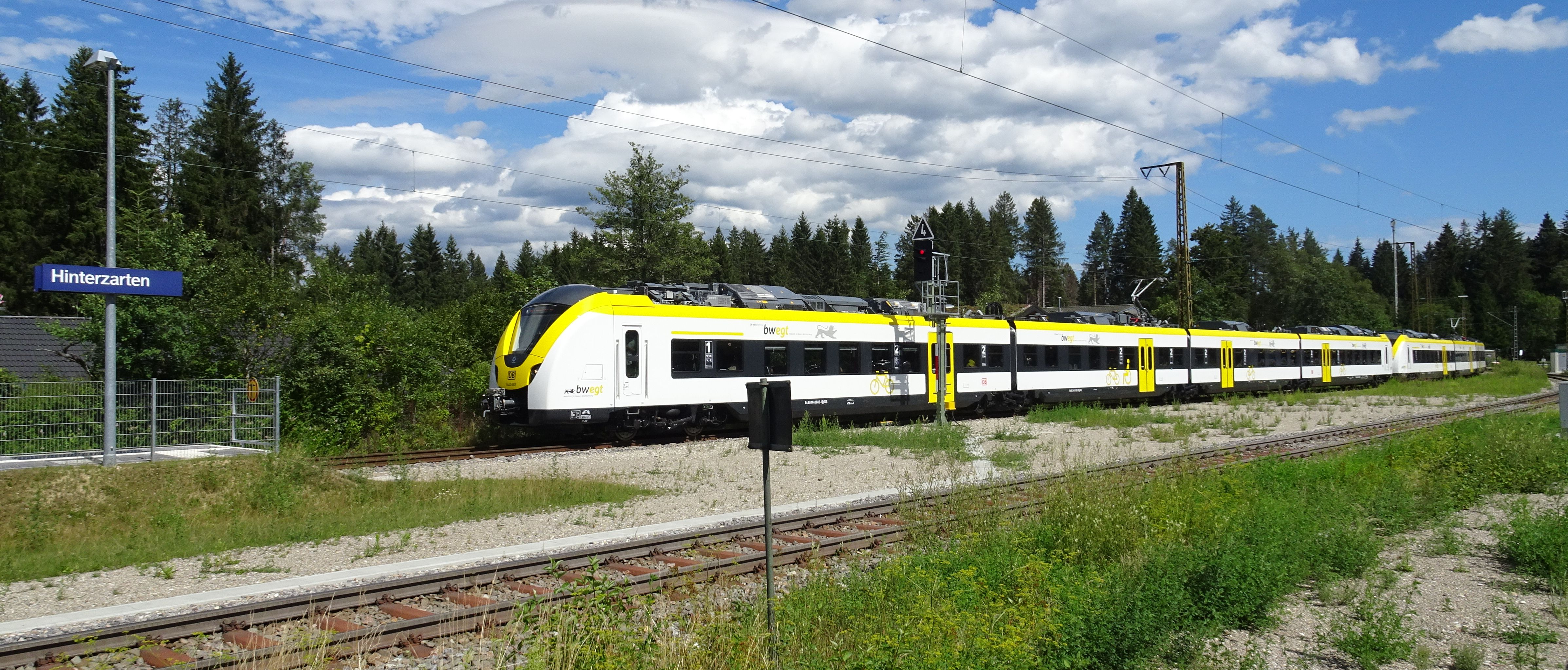
ヒンターツァルテン駅へ接近するブライスガウSバーン列車

## 形式と運用現況
ドイツ国内で現在まで注文された電車の運用情報は次の図表に表示されている。
| 車両番号                                                  | 編成あたり車両 | 先頭車 | 長さ (mm) | 主電動機の数量 | 運用会社                                                             | 編成車両の数量 |
| --------------------------------------------------------- | -------------- | ------ | --------- | -------------- | -------------------------------------------------------------------- | -------------- |
| 440.0 - 441.0 - 441.5 - 440.5 (440.001 - 440.048)         | 4              | 短い   | 70,900    | 8              | ドイツ鉄道 (アウクスブルク、ヴュルツブルク、パッサウ)                | 48本           |
| 440.1 - 441.1 - 441.6 - 440.6 (440.101 - 440.108)         | 4              | 長い   | 74,200    | 8              | アギリス (レーゲンスブルク)                                          | 8本            |
| 440.2 - 441.2 - 841.2 - 441.7 - 440.7 (440.201 - 440.206) | 5              | 短い   | 87,000    | 8              | DB (パッサウ)                                                        | 6本            |
| (440.210 - 440.226)                                       | 5              | 短い   | 87,000    | 8              | 北西鉄道 (ブレメンSバーン)                                           | 17本           |
| 440.3 - 441.3 - 440.8 (440.301 - 440.326)                 | 3              | 短い   | 54,500    | 6              | DB (ヴュルツブルク)                                                  | 26本           |
| (440.330 - 440.347)                                       | 3              | 長い   | 57,800    | 6              | 北西鉄道 (ブレメンSバーン)                                           | 18本           |
| 440.4 - 441.9 - 440.9 (440.401 - 440.418)                 | 3              | 長い   | 57,800    | 8              | アギリス (レーゲンスブルク)                                          | 18本           |
| 1440.1 - 1441.1 - 1441.6 - 1440.6                         | 4              | 改良型 | 73,300    | 8              | 東ニーダーザクセン電鉄 (enno、ニーダーザクセン東部)                  | 24本           |
|                                                           | 4              | 改良型 | 73,300    | 8              | ヘッセン地方鉄道 (Hessische Landesbahn、HLB、ライン＝マイン運輸連合) | 17本           |
| 1440.2 - 1441.2 - 1841.2 - 1441.7 - 1440.7                | 5              | 改良型 | 89,700    |                | 中部ザクセン運輸連合 (Verkehrsverbund Mittelsachsen、VMS)            | 16本           |
| 1440.3 - 1441.3 - 1440.8                                  | 3              | 改良型 | 56,900    |                | VMS (中部ザクセンII)                                                 | 13本           |
| 1440.3 - 1441.3 - 1440.8                                  | 3              | 改良型 |           | 8              | DB (ライン＝ルールSバーン)                                           | 28本           |
| 1440.3 - 1441.3 - 1440.8                                  | 3              | 改良型 |           |                | HLB (ライン＝マイン運輸連合)                                         | 13本           |

### アウクスブルク電鉄路線網
DBレギオは2006年の夏よりアルステム社にコラディア・コンチネンタルをアウクスブルク、ヴュルツブルク、ニュルンベルク、ミュンヘン - パッサウ路線の投入目的で注文した。37本の四編成車両が2008年12月にミュンヘン - アウクスブルク線、アウクスブルク - ウルム線およびアウクスブルク - ネルトリンゲン線、ドナウヴェルト - トロイヒトリンゲン線に投入される予定であった。この列車は「フッガー急行（Fugger-Express）」の名称で運行されて、2009年12月からドナウヴェルト - アーレン区間にも投入された。2008年8月440形電車は一般に公開されたが、深刻な技術的問題のため、10月まで連邦鉄道庁により440形電車の運行がまだ承認されなかった。
2009年6月の定期時刻表変更の時に、電車の全量投入と併結機能の完備が計画された。しかし車両の数えが不足で、アウクスブルク中央駅の併結の場合ソフトウェアが不能となった。半年後フッガー急行路線に440形がほとんど投入されて、アウクスブルク中央駅で車両の分割併合が可能となった。
四編成車両の長さは約70 mで、216席の座席と28席の折り畳み座席が車内で配置されている。出入り口の正面高さは600 mmで、2011年の初めに出入り口の踏み板が追加設置された。

### マイン＝フランケン鉄道
ドイツ鉄道の二番目の注文はヴュルツブルク中心の路線網を運用するために26本の三編成車両と5本の四編成車両を扱うことであった。最初に8本の440形が供給されたが、予定より遅く2010年3月に運行承認された。残りの電車は2010年12月まで次々に引き渡された。現在この電車はフュルト - ヴュルツブルク線の快速列車および普通列車系統、ヴュルツブルク - トロイヒトリンゲン線の普通列車系統、バンベルク - ロッテンドルフ線、マイン＝シュペッサルト線、フルダ＝マイン線の普通列車系統（RB53）で運行されている。

### ドナウ＝イザル急行
ドイツ鉄道の三番目の注文は「ドナウ＝イザル急行（Donau-Isar-Express）」用途の、6本の四編成車両と6本の五編成車両を扱うことであった。四編成車両の場合233席の座席が、五編成車両の場合290席の座席が車内で設置されている。ラッシュ時の場合に乗客の人波に対処するために、ランツフート - ミュンヘン区間で三つの車両が併結されるのが必要であった。2010年6月にこの電車はドナウ＝イザル急行路線で完全に投入された。

### ブレーメンSバーン
ドイツ北西鉄道はブレーメン＝ニーダーザクセンSバーン（Regio-S-Bahn Bremen/Niedersachsen）の向けに18本の三編成車両および17本の五編成車両を注文した。車両の平常時の運行は2010年12月の定期時刻表変更の時に開始された。現在の運行路線はRS1系統、RS2系統、RS3系統、RS4系統である。

### レーゲンスブルク電鉄路線網
アギリス鉄道に所属されるコラディア・コンチネンタル電車は現在プラットリング - レーゲンスブルク - ノイマルクト区間とレーゲンスブルク - インゴルシュタット線区間で運用されている。2011年12月にはインゴルシュタット - ウルム区間が運行路線に追加された。2018年12月にレーゲンスブルク - ランツフート区間がアギリス普通列車の路線から外されて、その時以来ミュンヘン空港行きの快速列車がその区間で走行している。
アギリスの新型電車は2010年イノトランス展覧会で展示された。同年12月に車両の平常時の運行が開始された。現在18本の三編成車両と8本の四編成車両が運用されている。
自転車の積載空間を拡張するために、12本の三編成列車の座席の一部は2014年初めにはずされた。この改造は2011年と2013年にも既に行われて、今は全ての三編成車両がこの方式で改造されている。

### ライン＝ルールSバーン
| 号車           | 1                         | 2                         | 3                         |
| 形式・車両番号 | 94 80 1440 3xx-y D-DB     | 94 80 1441 3xx-y D-DB     | 94 80 1440 8xx-y D-DB     |
| 車両種類       | 制御電動車                | 電動車                    | 制御電動車                |
| 駆動機の数     | 3                         | 2                         | 3                         |
| 備考           | * 数量: 28本（xx: 00~27） | * 数量: 28本（xx: 00~27） | * 数量: 28本（xx: 00~27） |

2012年4月ドイツ鉄道とアルストムはS5およびS8系統に投入される28本の三編成車両の注文事実を公表した。先頭車はEN 15227規格に従って制作されて、先頭部は衝撃吸収部分の形状と適合する。この電車は高さ760 mmの乗降場に相応しく設計された。既存のSバーン乗降場の高さは960 mmで、乗車・下車が不便なので、長期的には乗降場の高さを760 mmに低くするのが計画された。2014年12月に新型電車はS5、S8に投入された。1440形電車は2014年9月に連邦鉄道庁により運行承認を受けて、一部は2014年の定期時刻表変更の前にS68系統として運行された。

### ニーダーザクセン東部電鉄路線網（エンノ）
2012年12月アルストムはブラウンシュヴァイク広域連合による20本の四編成車両の注文事実を公表した。契約には電車13本の追加注文の選択肢があって、2016年2月4本の追加が採択された。2015年12月メトロノーム鉄道はエンノ（enno、ニーダーザクセン東部電鉄路線網（Elektro-Netz Niedersachsen-Os）の略語）という路線名で注文された車両と路線運営権を引き受けた。
出入り口の扉一組は一両当たりで設置されて、両先頭車には一等席と予約席がそれぞれ用意されている。中間車では多用途空間および障壁のないトイレ、自転車積載空間が両側にそれぞれ備えられた。車内では235席の座席があり、プラグソケットと無線LAN装置が設備されている。

### 中部ザクセン地域
2014年4月アルストムは中部ザクセン運輸連合（VMS, Verkehrsverbund Mittelsachsen）による13本の三編成車両および16本の五編成車両の注文事実を公表した。契約書では電車23本の追加購買の選択肢が明示されていた。2016年6月に29本の電車は中部ザクセン地域の電気鉄道網に投入された。現在の運行路線はRE3系統、RB30系統のドレスデン - ヴェルダウ線、ライプツィヒ - ホーフ線、RB45系統のリーザ - ケムニッツ線、リーザ - エルスターヴェルダー線である。五編成車両の場合、定員は520人、座席は240席で、三編成車両の場合定員は320人、座席は150席である。電動式踏み板は550 mm高さの乗降場に同じ高さの乗り降りのために設備されている。
2016年12月一部の車両で車輪表面に削りによる摩耗（Ausbröckelung）が発見され、鉄道会社の中部ドイツ鉄道 (Mitteldeutsche Regiobahn) は別の車両を用意した。2017年中期にも車輪表面の問題がまた発生して、電車運行が中止された。ドレスデン - ホーフ区間の線路地形が車輪表面の摩耗と因果関係があるという推定が提起された。
2020年2月初めに中部ザクセン運輸連合はライプツィヒ - ケムニッツ区間の投入の目的で11本のコラディア・コンチネンタルを注文した。この区間は非電化区間であり、列車の屋根で高性能蓄電池が装着されて、蓄電池電車が120 kmの距離を一気に走行するのが可能である。。ライプツィヒ - ケムニッツ区間が電化された以後、この車両は蓄電池の提供で一般電車に改造される予定である。そのゆえ蓄電池車両は1440.4形として分類される。

### ライン＝マイン都市圏
| 号車           | 1                      | 2                      | 3                      | 4                      |
| 形式・車両番号 | 94 80 1440 1xx-y D-HEB | 94 80 1441 6xx-y D-HEB | 94 80 1441 6xx-y D-HEB | 94 80 1440 1xx-y D-HEB |
| 車両種類       | 制御電動車             | 電動車                 | 電動車                 | 制御電動車             |
| 駆動機の数     |                        |                        |                        |                        |
| 備考           |                        |                        |                        |                        |
| 号車           | 1                      | 2                      | 3                      |                        |
| 形式・車両番号 | 94 80 1440 3xx-y D-HEB | 94 80 1441 3xx-y D-HEB | 94 80 1441 8xx-y D-HEB |                        |
| 車両種類       | 制御電動車             | 電動車                 | 制御電動車             |                        |
| 駆動機の数     |                        |                        |                        |                        |
| 備考           |                        |                        |                        |                        |

2015年12月アルストムは13本の三編成車両および17本の四編成車両の注文事実を公表した。2018年12月にヘッセン地方鉄道（Hessische Landesbahn, HLB）はラインーマイン線とフランクフルト - アシャッフェンブルク線に投入される予定であった。2018年6月に新型電車は運行承認を受けて、フランクフルト - アシャッフェンブルク線に投入されている。同年4月にHLBは5本の電車購買を契約して、2019年12月に新しい電車の運行を開始した。現在の運行路線はRB11系統のゾーデン線、RE9系統のタウヌス線およびライン川右岸線、RB75系統のライン＝マイン線、RB58・RE59系統のフランクフルト - アシャッフェンブルク線およびマインツ - フランクフルト線、RB95系統のジーク＝ディル線などである。

### ブライスガウSバーン
| 号車           | 1                     | 2                     | 3                     | 4                     |
| 形式・車両番号 | 94 80 1440 1xx-y D-DB | 94 80 1441 6xx-y D-DB | 94 80 1441 6xx-y D-DB | 94 80 1440 1xx-y D-DB |
| 車両種類       | 制御電動車            | 電動車                | 電動車                | 制御電動車            |
| 駆動機の数     | 3                     | 1                     | 1                     | 3                     |
| 備考           | * 編成長: 76600 mm    | * 編成長: 76600 mm    | * 編成長: 76600 mm    | * 編成長: 76600 mm    |
| 号車           | 1                     | 2                     | 3                     |                       |
| 形式・車両番号 | 94 80 1440 3xx-y D-DB | 94 80 1441 3xx-y D-DB | 94 80 1441 8xx-y D-DB |                       |
| 車両種類       | 制御電動車            | 電動車                | 制御電動車            |                       |
| 駆動機の数     | 2                     | 1                     | 3                     |                       |
| 備考           |                       |                       |                       |                       |

2016年10月にDBレギオとアルストムはブライスガウ東西路線向けの電車購買契約に署名した。11本の三編成車両と15本の四編成車両が2019年12月からS1およびS11系統に投入された。三編成車両の場合164席の座席が、四編成車両の場合249席の座席が備えられている。

### ニュルンベルクSバーン
| 号車           | 1                     | 2                     | 3                     | 4                     |
| 形式・車両番号 | 94 80 1440 0xx-y D-DB | 94 80 1441 0xx-y D-DB | 94 80 1441 5xx-y D-DB | 94 80 1440 5xx-y D-DB |
| 車両種類       | 制御電動車            | 電動車                | 電動車                | 制御電動車            |
| 駆動機の数     | 3                     | 1                     | 1                     | 3                     |
| 備考           |                       |                       |                       |                       |

2017年3月にドイツ鉄道はニュルンベルクS3、S4、S5系統向けの電車購買契約を締結した。27本の四編成車両が2020年12月から相当の路線に投入された。

### ライン＝ルール地域とラインラント地域
| 号車           | 1                     | 2                     | 3                     | 4                     | 5                     |
| 形式・車両番号 | 94 80 1440 2xx-y D-DB | 94 80 1441 2xx-y D-DB | 94 80 1841 2xx-y D-DB | 94 80 1441 7xx-y D-DB | 94 80 1440 7xx-y D-DB |
| 車両種類       | 制御電動車            | 電動車                |                       | 電動車                | 制御電動車            |
| 駆動機の数     | 3                     | 1                     | 0                     | 1                     | 3                     |
| 備考           |                       |                       |                       |                       |                       |
| 号車           | 1                     | 2                     | 3                     |                       |                       |
| 形式・車両番号 | 94 80 1440 3xx-y D-DB | 94 80 1441 3xx-y D-DB | 94 80 1441 8xx-y D-DB |                       |                       |
| 車両種類       | 制御電動車            | 電動車                | 制御電動車            |                       |                       |
| 駆動機の数     | 3                     | 2                     | 3                     |                       |                       |
| 備考           |                       |                       |                       |                       |                       |

Sバーンニュルンベルク向けの電車注文と同時に、ノルトライン＝ヴェストファーレン州およびラインラント＝プファルツ州の往復路線向けの三編成電車10本および五編成電車16本が注文された。1440形電車は2019年12月以来RE8系統に投入されて、2020年12月以来RB33系統にも運行される。

### ザールラント州
| 号車           | 1                     | 2                     | 3                     | 4                     |
| 形式・車両番号 | 94 80 1440 0xx-y D-DB | 94 80 1441 0xx-y D-DB | 94 80 1441 5xx-y D-DB | 94 80 1440 5xx-y D-DB |
| 車両種類       | 制御電動車            | 電動車                | 電動車                | 制御電動車            |
| 駆動機の数     | 3                     | 1                     | 1                     | 3                     |
| 備考           | - 数量: 25本          | - 数量: 25本          | - 数量: 25本          | - 数量: 25本          |

2017年5月にアルストムとドイツ鉄道はRB70およびRB71系統向けの25本の四編成車両の注文事実を公表した。車両の外観は白色で、先頭部は赤色で塗られている。2019年10月より試運転が行われた後で、同年12月新型電車はマンハイム - ザールブリュッケン線およびザール線に正式に投入された。